# Капланський Рудольф Ілліч
Рудо́льф Іллі́ч Капла́нський (Рувен, Рувим, Ельюкимович) (* 1911, Рені, Ізмаїльська волость Ізмаїльського повіту Бессарабської губернії — † 16 жовтня 1966, Кишинів) — український та молдавський естрадний співак і скрипаль, соліст джаз-оркестру «Букурія» під орудою Шико Аранова.

## Життєпис
Походить з родини зерноторговця, незабаром родина переїздить до Аккерману.
1930 року закінчує Кишинівську приватну консерваторію «Уніря» — по класу скрипки у професора Марка Пестера.
В 1930—1933 роках виступав скрипалем та флейтистом у оркестрах ресторанів Аккерману, з 1933 — в Бухаресті. 1935 року — в оркестрі Петра Лещенка, там і познайомився з майбутньою жінкою — Софією (Сонею) Ширман. 1937 року очолює оркестр ресторану «Чорний лев» в Чернівцях, там же почав співати, запрошує мультиінструменталістів Хуну (Гаррі) Ширмана та Шарля (Хайкеля) Брейтбурда — майбутня основа Молддержджазу.
1939 року повертається до Бухареста, виступав в ресторані «Пелікан» та знову у Петра Лещенка.
Після приєднання Бессарабії до СРСР переїздить до Кишинева, в швидкому часі організовує оркестр при кінотератрі «Орфеум». 1941 року на його основі створюється Молдавський державний джаз-оркестр під керунком Шико Аранова, Капланський стає солістом; там же виступали його жінка та її брат — скрипаль Гаррі Ширман.
Серед виконаних пісень:
- «Я не повернутися не зміг»,
- «Скрипка»,
- «Дякую вам, мами!»,
- «Повернення»,
- «Якщо любиш ти…» — у молдавській та російській формах, слова Лівіу Деляну, російський текст Георгія Ходосова.

В часі Другої світової війни виступав з концертами на фронтах.
Серед інших виконаних пісень:
- «Ауріка» — слова Ауреліу Бусуйока, російський текст Олександра Реніна та Ігоря Іванова,
- «Молдавські ночі» — слова Бадаша Олександра, російський текст Олесандра Реніна,
- «Джордж» — з кінострічки" Джордж із Дінкі-джазу" — до всіх музику написав Шико Аранов.

1948 року Молддержджаз розформований, Капланський стає в естрадному ансамблі Кишинівської філармонії солістом, з 1950-х років — відновленого джаз-оркестру «Букурія».